# Silver Style Entertainment
Silver Style Entertainment — немецкая компания-разработчик компьютерных игр, образованная в 1993 году. Главной офис располагался в Берлине. В 2010 году студия влилась в компанию The Games Company и стала её внутренней студией.

## Некоторые игры компании
- Der Produzent (1996)
- Sports TV: Boxing! (1998)
- Anpfiff — Der RTL Fussball-Manager (1998)
- Gorasul — Das Vermächtnis des Drachens (2001)
- Soldiers of Anarchy (2002)
- The Fall: Последние дни мира (2004)
- Simon the Sorcerer 4: Chaos Happens (2007)
- Everlight — Elfen an die Macht (2007)
- Tell: Das Spiel zum Film (2007)
- Goin’ Downtown (2008)
- The Fall: Mutant City (2011)